# Opłakiwanie ze świętymi i donatorem
Opłakiwanie ze świętymi i donatorem, Pietà, Zdjęcie z krzyża (niderl. De bewening) – obraz Rogiera van der Weydena, przykład niderlandzkiego malarstwa tablicowego.
Pierwszy obraz poruszający motyw Zdjęcia z krzyża Weyden namalował w latach 1434–1435 (Zdjęcie z krzyża). Obraz z Hagi jest drugim obrazem o podobnej kompozycji, choć w wersji mniej monumentalnej i z podobną liczbą postaci (Weyden dodał jedynie postać donatora), lecz o słabszej ekspresji uczuć. Ich statyczność bardziej przypomina rzeźby. Istotną różnicą pomiędzy dwoma obrazami jest tło ukazanych scen; w wersji z Hagi artysta namalował krajobraz południowych Niderlandów, gdy we wcześniejszej wersji madryckiej tłem jest nastawa ołtarzowa w kolorze złota, będąca jeszcze echem sztuki późnogotyckiej.        

## Historia i opis obrazu
Obraz powstał prawdopodobnie na zlecenie biskupa Arras Pierre’a de Ranchicourt, klęczącego z prawej strony obrazu. Tezę taką wysunął niemiecki historyk Erwin Panofsky. W drugiej połowie XV wieku Ranchicourt był jedynym w Niderlandach biskupem o imieniu Piotr. Za klęczącym donatorem stoją dwaj święci: Piotr Apostoł i Paweł z Tarsu, przy czym ten pierwszy wskazuje dłonią na biskupa, co odczytane zostało jako wskazanie na fundatora dzieła przez jego patrona. Jeżeli domysł Panofsky'ego jest słuszny, data powstania obrazu nie może być wcześniejsza niż kwiecień 1463 roku, kiedy to Ranchicourt został biskupem Arras. Trzecią postacią stojącą najbliżej Maryi jest Nikodem.    
W lewej części kompozycja obrazu nie jest spójna. Widać to w pozie klęczącej kobiety w białej sukni i mężczyzny wręcz przygniatającego ją swoim ciałem. Maria Magdalena odchyla się w lewo, robiąc miejsce Józefowi z Arymatei. Jej wzrok skierowany jest gdzieś poza scenę; wyraz zbolałej twarzy i gest ręki przyciśnięty do piersi wskazują na jej stan emocjonalny. Poza Marii Magdaleny i jej gest skruchy były inspiracją dla innego artysty znanego jako Mistrz ołtarza świętego Bartłomieja, który ukazał świętą w podobnej pozie w Zdjęciu z krzyża (Luwr). Taka niespójność kompozycyjna, niewystępująca w dziełach Weydena, może wskazywać na powstanie obrazu w pracowni mistrza, ale wykonanie go przez jednego z jego uczniów lub nawet przez późniejszego naśladowcę Weydena, jak sugeruje Stephan Kemperdick
Nad Marią Magdaleną stoją dwie Marie, po lewej z flakonem olejku w dłoni Maria Kleofasowa, po prawej Maria Salome, żona Zebedeusza. Pośrodku, nad ciałem Chrystusa, klęczy rozpaczająca Maryja, podtrzymywana przez Jana Ewangelistę.        

## Proweniencja
w 1827 roku obraz został zakupiony przez niderlandzkiego króla Wilhelma I od poprzedniego właściciela, którym był baron K.L.W. van Keverberg van Kessel i podarowany holenderskiemu muzeum Mauritshuis w Hadze.